# Dibrugarh (huyện)
Huyện Dibrugarh là một huyện thuộc bang Assam, Ấn Độ. Thủ phủ huyện Dibrugarh đóng ở Dibrugarh. Huyện Dibrugarh có diện tích 3381 ki lô mét vuông. Đến thời điểm năm 2001, huyện Dibrugarh có dân số 1172056 người.